# Ганс Крейзе
Ганс Крейзе (нід. Hans Kruize, 23 травня 1954) — нідерландський хокеїст на траві.
Учасник Олімпійських Ігор 1976, 1984 років.
Бронзовий призер Чемпіонату Європи 1974 року.